# Стандартна молярна ентропія
Стандартна молярна ентропія (англ. standard molar entropy) — ентропія одного моля речовини за стандартних умов. Стандартними умовами в хімії є температура 25 °C та тиск 105 Па.
В літературі стандартну молярну ентропію часто позначають символом {\displaystyle S^{0}}. Одиницею вимірювання в системі SI є Дж/(моль·К).
Стандартна молярна ентропія не може бути рівною нулю, оскільки відповідно до третього закону термодинаміки ентропія може бути рівною нулю лише за температури 0 К для ідеального однокомпонентного кристалу.   
Різні речовини мають різне значення стандартних молярних ентропій в залежності від їх агрегатного стану, молярної маси, алотропної форми, молекулярної складності та ступеня розчинення. Серед простих речовин в одному і тому ж агрегатному стані більшу стандартну ентропію матиме речовина, яка складається з атомів важчого елемента, тобто елемента з більшою молярною масою. Речовини, які складаються зі складних молекул, матимуть більшу стандартну молярну ентропію в порівнянні з речовинами з простіших молекул. Одні і ті ж хімічні елементи в різних алотропних формах будуть мати різні ентропії. Також спостерігається тенденція до збільшення стандартної молярної ентропії за переходу тверде тіло-рідина-газ, що пов'язано з відповідним зростанням ступеня розупорядкування структури. Для аморфних тіл значення {\displaystyle S^{0}} вище ніж для кристалічних, оскільки структура перших менш впорядкована.  
Під час фазових переходів та хімічних реакцій відбувається зміна ентропії. Стандартні молярні ентропії реактантів та продуктів реакції використовуються для знаходження стандартної ентропії реакції: 
{\displaystyle {\Delta S^{\circ }}=S_{products}^{\circ }-S_{reactants}^{\circ }},
де {\displaystyle {\Delta S^{\circ }}}  - стандартна молярна ентропія реакції;
{\displaystyle S_{products}^{\circ }} - сумарна стандартна молярна етропія продуктів реакції;
{\displaystyle S_{reactants}^{\circ }} - сумарна стандартна молярна ентропія реактантів.
Якщо {\displaystyle {\Delta S^{\circ }}>0}, то відповідна хімічна реакція протікатиме спонтанно. 
Стандартні молярні ентропії простих речовин, хімічних сполук та іонів в розчинах наводяться у довідниках з хімії.

## Стандартні молярні ентропії хімічних елементів
| Група  | 1       | 2       | 3       | 4       | 5       | 6       | 7       | 8       | 9       | 10      | 11      | 12      | 13      | 14      | 15      | 16      | 17       | 18       |
|        | I       | II      |         |         |         |         |         |         |         |         |         |         | III     | IV      | V       | VI      | VII      | VIII     |
| Період |         |         |         |         |         |         |         |         |         |         |         |         |         |         |         |         |          |          |
| 1      | 130,7 H |         |         |         |         |         |         |         |         |         |         |         |         |         |         |         |          | 126,2 He |
| 2      | 29,1 Li | 9,5 Be  |         |         |         |         |         |         |         |         |         |         | 5,9 B   | C       | 191,6 N | 205,2 O | 202,8 F  | 146,3 Ne |
| 3      | 51,3 Na | 32,7 Mg |         |         |         |         |         |         |         |         |         |         | 28,3 Al | 18,8 Si | 41,1 P  | 32,1 S  | 223,1 Cl | 154,8 Ar |
| 4      | 64,7 K  | 41,6 Ca | 34,6 Sc | 30,7 Ti | 28,9 V  | 23,8 Cr | 32 Mn   | 27,3 Fe | 30 Co   | 29,9 Ni | 33,2 Cu | 41,6 Zn | 40,8 Ga | 31,1 Ge | 35,1 As | 49,7 Se | 152,2 Br | 164,1 Kr |
| 5      | 76,8 Rb | 55 Sr   | 44,4 Y  | 39 Zr   | 36,4 Nb | 28,7 Mo | Tc      | 28,5 Ru | 31,5 Rh | 37,6 Pd | 42,6 Ag | 51,8 Cd | 57,8 In | 51,2 Sn | 45,7 Sb | 49,7 Te | 116,1 I  | 169,7 Xe |
| 6      | 85,2 Cs | 62,5 Ba | *       | 43,6 Hf | 41,5 Ta | 32,6 W  | 36,9 Re | Os      | 35,5 Ir | 41,6 Pt | 47,4 Au | 75,9 Hg | 64,2 Tl | 64,8 Pb | 56,7 Bi | Po      | At       | 176,2 Rn |
| 7      | 95,4 Fr | 71 Ra   | **      | Rf      | Db      | Sg      | Bh      | Hs      | Mt      | Ds      | Rg      | Cn      | Nh      | Fl      | Mc      | Lv      | Ts       | Og       |
| 8      | Uue     | Ubn     | ***     |         |         |         |         |         |         |         |         |         |         |         |         |         |          |          |

| Лантаноїди     | *   | 56,9 La | 72 Ce   | 73,2 Pr | Nd     | Pm  | 69,6 Sm | 77,8 Eu | 68,1 Gd | 73,2 Tb | 75,6 Dy | Ho | 73,2 Er | 74 Tm | 59,9 Yb | 51 Lu |  |
| Актиноїди      | **  | 56,5 Ac | 51,8 Th | 51,9 Pa | 50,2 U | Np  | Pu      | Am      | Cm      | Bk      | Cf      | Es | Fm      | Md    | No      | Lr    |  |
| Суперактиноїди | *** | Ubu     | Ubb     | Ubt     | Ubq    | Ubp | Ubh     |         |         |         |         |    |         |       |         |       |  |

|  | Лужні метали | Лужноземельні метали                     | Лантаноїди | Актиноїди    | Суперактиноїди | Перехідні метали |
|  | Метали       | Напівметали (напівпровідники, металоїди) | Галогени   | Інертні гази | Неметали       |                  |